# Avelumab
Az avelumab egy humán monoklonális antitest, amelyet gyógyszerként Merkel-sejtes rákbetegség, húgyúti daganat és vesesejtes rákos betegségek kezelésére használnak. Bavencio márkanéven forgalmazzák.
Gyakori mellékhatás a fáradtság, a mozgásszervi fájdalom, a hasmenés, az émelygés, az infúzióval kapcsolatos reakciók, a kiütés, a csökkent étvágy és a végtagok duzzanata (perifériás ödéma).
Az avelumab a programozott sejthalál ligand-1 (PD-L1) fehérjét célozza meg. Az Amerikai Egyesült Államok Élelmiszer- és Gyógyszerügyi Hivatala (FDA) 2017 márciusában jóváhagyta Merkel-sejtes karcinóma kezelésére, amely egy agresszív típusú bőrrák. Az EMA 2017 szeptemberében engedélyezte az Európai Unió országaiban való alkalmazásra. Az avelumabot a Merck KGaA és a Pfizer fejlesztette ki.

## Orvosi alkalmazás
2017 márciusában az Amerikai Egyesült Államok Élelmiszer- és Gyógyszerügyi Hivatala (FDA) gyorsított jóváhagyást adott az avelumabnak az áttétes Merkel-sejtes rákban (MCC) szenvedő felnőttek és tizenkét éves vagy annál idősebb gyermekek kezelésére.
2017 májusában az FDA jóváhagyta az avelumab alkalmazását olyan lokálisan előrehaladott vagy áttétes húgyúti daganatos betegségben szenvedők számára, akiknek állapota a platinatartalmú kemoterápia alatt vagy azt követően romlott.
2019 májusa óta az avelumabot axitinibbel kombinálva előrehaladott vesesejtes rákbetegségben szenvedő emberek elsővonalbeli kezelésére használják.
2020 júniusában az FDA jóváhagyta az avelumabot a lokálisan előrehaladott vagy áttétes húgyúti rákban szenvedő betegek fenntartó kezelésére, akik nem az első vonalbeli platinát tartalmazó kemoterápiával voltak kezelve.

## Ellenjavallatok
Nincsenek ellenjavallatok.

## Mellékhatások
Az avelumab leggyakoribb súlyos mellékhatásai az immunrendszeri hatások, tüdőgyulladás, hepatitisz, vastagbélgyulladás, mellékvese-elégtelenség, hipo- és hipertireózis, diabétesz mellitusz és nefritisz) és életveszélyes infúziós reakciók. A JAVELIN Merkel 200 vizsgálatba bevont 88 beteg közül a leggyakoribb mellékhatások a fáradtság, a mozgásszervi fájdalom, a hasmenés, az émelygés, az infúzióval kapcsolatos reakciók, a kiütés, az étvágycsökkenés és a perifériás ödéma voltak. A vizsgálat során az egynél több betegnél jelentkező súlyos mellékhatások a következők voltak: akut vesekárosodás, vérszegénység, hasi fájdalom, bélelzáródás, aszténia és cellulitisz.
A leggyakoribb súlyos mellékhatások az immunrendszer működésének megváltozásából adódnak, ugyanis előfordul, hogy az immunrendszer megtámadja az egészséges sejteket vagy szerveket, például a tüdőt (pneumonitisz), a májat (hepatitisz), a vastagbelet (kolitisz), a hormontermelő mirigyeket (endokrinopátiák) és a vesét (nefritisz). Ezenkívül fennáll a súlyos infúzióval kapcsolatos reakciók kockázata. Azoknál a betegeknél, akiknél súlyos vagy életveszélyes infúzióval kapcsolatos reakciókat tapasztalnak, a kezelést végleg felfüggesztik. Terhes vagy szoptató nők kezelésére nem alkalmazzák az avelumabot, mert károsíthatja a fejlődő magzatot vagy az újszülöttet.

## Kölcsönhatások
Mivel az avelumab antitest, nem várható farmakokinetikai kölcsönhatás más gyógyszerekkel.

## Farmakológia

### Hatásmechanizmusa
Az avelumab egy IgG1 izotípusú monoklonális antitest, amely kötődik a programozott sejthalál ligand-1 (PD-L1) fehérjéhez, és ezáltal gátolja annak a programozott sejthalál protein-1-hez (PD-1) való kötődését. A PD-1 / PD-L1 receptor / ligandum komplex képződése a CD8 + T-sejtek gátlásához, és ezáltal az immunreakció gátlásához vezet.

## Története
Az avelumab I. fázisú klinikai vizsgálatait 2015 májusában kezdte el a Merck KGaA és a Pfizer húgyhólyagrák, gyomorrák, fej- és nyakrák, mezotelióma, NSCLC, petefészekrák és veserák esetében.
A [CDD1]-jóváhagyás egy nyílt, egyoldalú, több központú klinikai vizsgálat (JAVELIN Merkel 200 vizsgálat) adatain alapult. Ez az első, FDA által jóváhagyott kezelés metasztatikus MMC-re, amely a bőrrák egy ritka, agresszív típusa.
Az ORR-t egy független felülvizsgálati bizottság értékelte, a Response Evaluation Criteria in Solid Tumors (RECIST) 1.1. A teljes válaszarány (ORR) 33% volt (95% konfidencia intervallum [CI]: 23,3, 43,8), 11% teljes és 22% volt részleges válaszarány. A 29 válaszadó beteg között a válasz időtartama 2,8 és 23,3+ hónap között mozgott, a válaszok 86%-a 6 hónapig vagy tovább tartott. A válaszokat, függetlenül a PD-L1 tumor kiterjedésétől vagy a Merkel-sejt polio vírus jelenlététől értékelték.
Az avelumab jóváhagyása egy átfogó, 88 áttétes MCC-ben szenvedő beteg egyoldalú vizsgálatának adatain alapult, a betegeket korábban legalább egy korábbi kemoterápiás sémával kezelték. A vizsgálat összevettette azoknak a betegeknek a százalékos arányát, akiknél a daganataik teljes vagy részleges zsugorodását tapasztalták (teljes válaszarány), és daganat kezelésének idejét (a válasz időtartama). A vizsgálatban a Bavencio-kezelésben részesült 88 beteg 33 százalékánál tapasztalták a daganatuk teljes vagy részleges zsugorodását. A válasz a válaszadó betegek 86 százalékában több mint hat hónapig, míg a válaszadó betegek 45 százalékában több mint 12 hónapig tartott.
Elfogadta az avelumab elsődleges felülvizsgálatát az Amerikai Egyesült Államok Élelmezési és Gyógyszerügyi Hivatala (FDA) továbbá jóváhagyta az áttétes terápia és a ritka betegségek gyógyszereinek megnevezését.
Az FDA megadta a Bavencio gyorsított jóváhagyását az EMD Serono Inc.-nek.
2020 júniusában az Amerikai Élelmiszer- és Gyógyszerügyi Hivatal (FDA) jóváhagyta az avelumabot a lokálisan előrehaladott vagy áttétes húgyúti daganatban szenvedő betegek fenntartó kezelésének javallatára.
Az avelumab hatékonyságát az uroteliális karcinóma fenntartó kezelésének hatékonyságára egy JAVELIN 100 nevű vizsgálatban (NCT02603432) kutatták. A betegeket véletlenszerűen két csoportra osztották 1:1 arányban, melyből az egyik csoport tagjai hetente intravénásan kapták az avelumabot a lehető legjobb támogató ápolással (BSC - Best Supportive Care) együtt, míg a másik csoport kizárólag a lehető legjobb támogató ápolásban részesült. A kezelést az utolsó kemoterápiás adag után 4-10 héten belül kezdték meg.
Axitinibbel kombinálva előrehaladott vesesejtes daganatos megbetegedések kezeléséről végeztek teszteket.
Immunrendszeri eredetű mellékhatásokat vizsgálták PD1 kontra PDL1 inhibitorok esetén, 8730 páciensen klinikai vizsgálatai során.
A lokálisan előrehaladott vagy áttétes Merkel-sejtes karcinómában szenvedő betegek klinikai eredményeinek az első vonalbeli avelumab segítségével történő kezeléssel az Egyesült Államok közösségi onkológiai környezetében indítottak teszteléseket, illetve Olaszországban is.
Húgyúti áttétes daganatnál klinikai teszteléseket hajtanak végre, hogy a klinikai gyakorlatot fejleszthessenek a kezelésre.

## Fordítás
Ez a szócikk részben vagy egészben  az   Avelumab című angol Wikipédia-szócikk ezen változatának fordításán alapul.  Az eredeti cikk szerkesztőit annak laptörténete sorolja fel. Ez a jelzés csupán a megfogalmazás eredetét és a szerzői jogokat jelzi, nem szolgál a cikkben szereplő információk forrásmegjelöléseként.